# Liste unterklassiger Fußballvereine mit Teilnahmen an amerikanischen Pokalwettbewerben
Diese Liste führt Fußballvereine, die trotz ihrer Zugehörigkeit zu den unteren Ligen an amerikanischen Pokalwettbewerben des CONCACAF oder CONMEBOL qualifiziert oder teilgenommen haben, auf. 

## Definition
Ein unterklassiger Verein ist ein Fußballverein, der nicht in der höchsten nationalen Spielklasse, also nicht in der ersten Liga seines Landes, spielt. Dies bedeutet, dass der Verein in einer der unteren Ligen angesiedelt ist, unabhängig von seiner Ligaposition oder seiner Leistung im nationalen Pokal.
Spezifische Fälle:
- Zweitligist mit Pokalsieg und Aufstieg: Wenn ein Verein in der zweiten Liga den nationalen Pokal gewinnt und in derselben Saison in die erste Liga aufsteigt, gilt er in dieser Auflistung weiterhin als unterklassiger Verein, selbst wenn er als Erstligist im internationalen Wettbewerb antritt.
- Erstligist mit Pokalsieg und Abstieg: Gewinnt ein Erstligist den Pokal, steigt aber in derselben Saison in die zweite Liga ab, wird dieser als unterklassiger Verein betrachtet, auch wenn er sich sportlich für internationale Wettbewerbe qualifiziert hat.

## Liste unterklassiger Internationaler-Teilnehmer (CONMEBOL)

### Teilnahme an der Hauptrunde eines südamerikanischen Wettbewerbes
In der ersten Tabelle sind unterklassige Vereine aufgeführt, die sich erfolgreich für die Hauptrunde qualifiziert haben, ohne in der Qualifikationsrunde auszuscheiden.
| Team                           | Davor | Danach | Qualifiziert durch               | Wettbewerb        | Saison | Runde                  |
| ------------------------------ | ----- | ------ | -------------------------------- | ----------------- | ------ | ---------------------- |
| CS Alagoano                    | III   | III    | Regionalmeisterschaft (Platz 4)  | Copa Conmebol     | 1999   | Finale                 |
| São Raimundo EC                | IV    | IV     | Regionalmeisterschaft            | Copa Conmebol     | 1999   | Halbfinale             |
| EC Juventude*                  | I     | I      | Pokalsieger                      | Copa Libertadores | 2000   | 1. Runde               |
| EC Santo André                 | II    | II     | Pokalsieger                      | Copa Libertadores | 2005   | Gruppenphase – Platz 3 |
| Paulista FC                    | II    | II     | Pokalsieger                      | Copa Libertadores | 2006   | Gruppenphase – Platz 4 |
| Goias EC*                      | I     | II     | Platz 9                          | Copa Sudamericana | 2010   | Finale                 |
| AA Ponte Preta*                | I     | II     | Pokalachtelfinale                | Copa Sudamericana | 2013   | Finale                 |
| Criciúma EC                    | II    | II     | Pokalsieger                      | Copa Libertadores | 1992   | Achtelfinale           |
| Grêmio                         | I     | II     | Pokalfinale                      | Copa Conmebol     | 1992   | Achtelfinale           |
| Ceará SC                       | II    | II     | Pokalfinale                      | Copa Conmebol     | 1995   | 1. Runde               |
| Rio Branco FC (AC)*            | -     | -      | Regionalmeisterschaft            | Copa Conmebol     | 1997   | 1. Runde               |
| Sampaio Corrêa FC              | II    | II     | Regionalmeisterschaft            | Copa Conmebol     | 1998   | Halbfinale             |
| Vila Nova FC                   | II    | II     | Regionalmeisterschaft (Finale)   | Copa Conmebol     | 1999   | 1. Runde               |
| Sport Recife*                  | I     | II     | Platz 8 + Pokalachtelfinale      | Copa Sudamericana | 2013   | 2. Runde               |
| Brasilia FC*                   | -     | -      | Regionalmeisterschaft            | Copa Sudamericana | 2015   | 3. Runde               |
| Cuiabá EC                      | III   | III    | Regionalmeisterschaft            | Copa Sudamericana | 2016   | 2. Runde               |
| Jorge Wilstermann              | I     | II     | Apertura-Meister                 | Copa Libertadores | 2011   | Gruppenphase – Platz 4 |
| Estudiantes SC (Caracas)       | I     | II     | Pokalfinale                      | Copa Sudamericana | 2017   | 1. Runde               |
| Independiente de Campo Grande* | I     | II     | Platz 7                          | Copa Sudamericana | 2019   | 1. Runde               |
| Provincial Osorno              | II    | II     | Sieger des Qualifikationsturnier | Copa Sudamericana | 2003   | 1. Runde               |
| CA Patronato                   | I     | II     | Pokalsieger                      | Copa Libertadores | 2023   | Gruppenphase – Platz 3 |
| CA Patronato                   | I     | II     | Pokalsieger                      | Copa Sudamericana | 2023   | Zwischenrunde          |
| CA Huracán                     | II    | II     | Pokalsieger                      | Copa Libertadores | 2015   | Gruppenphase – Platz 3 |
| CA Huracán                     | II    | II     | Pokalsieger                      | Copa Sudamericana | 2015   | Finale                 |

### Teilnahme an den Qualifikationsrunden eines südamerikanischen Wettbewerbes
In der zweiten Tabelle sind unterklassige Vereine aufgeführt, die sich für einen Internationalen Klub-Wettbewerbes des CONMEBOL berechtigen konnten, jedoch in der Qualifikationsphase gescheitert sind.
| Team               | Davor | Danach | Quali durch | Wettbewerb        | Saison | Runde         |
| ------------------ | ----- | ------ | ----------- | ----------------- | ------ | ------------- |
| Santiago Wanderers | I     | II     | Pokalsieger | Copa Libertadores | 2018   | 3. Qualirunde |

## Liste unterklassiger Internationaler-Teilnehmer (CONCACAF)

### Teilnahme an der Hauptrunde eines nordamerikanischen Wettbewerbes
In der ersten Tabelle sind unterklassige Vereine aufgeführt, die sich erfolgreich für die Hauptrunde qualifiziert haben, ohne in der Qualifikationsrunde auszuscheiden.
| Team                    | Davor | Danach | Quali durch                     | Wettb.        | Saison  | Runde                  |
| ----------------------- | ----- | ------ | ------------------------------- | ------------- | ------- | ---------------------- |
| / Montreal Impact       | II    | II     | Meister ()                      | Champions Cup | 2008/09 | Achtelfinale           |
| / Puerto Rico Islanders | II    | II     | CFU Club Championship (Platz 3) | Champions Cup | 2008/09 | Halbfinale             |
| / Puerto Rico Islanders | II    | II     | CFU Club Championship (Finale)  | Champions Cup | 2009/10 | Gruppenphase – Platz 4 |
| / Puerto Rico Islanders | II    | II     | CFU Club Championship (Sieger)  | Champions Cup | 2010/11 | Gruppenphase – Platz 3 |

## Wichtige Anmerkungen
In diesen Abschnitt werden alle Vereine die mit einem ''Sternchen (*)'' versehen wurden, genauer erläutert:
- EC Juventude: Juventude vertrat Brasilien in der Copa Libertadores 2000 als Pokalsieger, nachdem sie 1999 aus der ersten Liga abgestiegen waren. Da der brasilianische Verband im Jahr 2000 jedoch keine reguläre Meisterschaft organisierte, wurde die Ersatzliga "Copa João Havelange" ausgetragen. In dieser spielte Juventude in der höchsten Klasse, obwohl sie im Vorjahr abgestiegen waren.
- Goiás EC: Goiás EC belegte 2009 den neunten Platz in der Serie A und qualifizierte sich damit für die Copa Sudamericana. Am 5. Dezember 2010 stieg der Verein in die zweite Liga ab, stand jedoch nur drei Tage später, am 8. Dezember 2010, im Finalrückspiel der Copa Sudamericana. Nach einem Sieg im Hinspiel verloren sie das Rückspiel im Elfmeterschießen gegen CA Independiente. Hätten sie das Spiel nicht aus der Hand gegeben, wären sie als brasilianischer Zweitligist für die Copa Libertadores 2011 qualifiziert gewesen.
- AA Ponte Preta: Ähnlich wie Sport Recife qualifizierte sich AA Ponte Preta durch eine besondere Regelung im brasilianischen Pokal für die Copa Sudamericana. 2013 erreichte das Team das Achtelfinale der Copa do Brasil und galt als das zweitbeste Team, das sich nicht über die Liga für internationale Wettbewerbe qualifizieren konnte. Trotz des Abstiegs in die zweite Liga schaffte es das Team ins Finale der Copa Sudamericana, verlor aber gegen CA Lanús.
- Rio Branco FC: In der brasilianischen Meisterschaft 1997 gab es drei Ebenen, doch Rio Branco FC spielte in keiner davon, sondern nur in der Staatsliga von Acre. Durch den Gewinn der Copa Norte qualifizierte sich der Verein jedoch für die Copa Conmebol 1997.
- Brasília FC: Im Jahr 2015 nahm Brasília FC an keiner der vier Ebenen der brasilianischen Meisterschaft teil und spielte lediglich in der Staatsliga von Brasília. Durch den Gewinn der Copa Verde 2014 sicherte sich das Team jedoch einen Platz in der Copa Sudamericana.
- Independiente de Campo Grande: Independiente qualifizierte sich durch den siebten Platz in der Gesamttabelle der Saison 2018 für die Copa Sudamericana. In der Abstiegstabelle belegte der Verein jedoch den zweitletzten Tabellenplatz und stieg in die zweite paraguayische Liga ab.